# Académie maritime estonienne
L'académie maritime estonienne (estonien : TalTech Eesti Mereakadeemia, sigle TalTech EMERA) est une école supérieure professionnelle d'Estonie.

## Présentation
L'académie maritime est l'une des écoles de l'Université de technologie de Tallinn (TTU) et c'est le seul établissement offrant un enseignement supérieur professionnel dans le domaine maritime en Estonie. 
L'université est située dans le quartier de Kopli à Tallinn et a aussi deux centres à Saaremaa.
L'Académie possède un centre de simulation unique en son genre et dispose d'un étage entièrement destiné aux laboratoires de haute technologie.

## Galerie

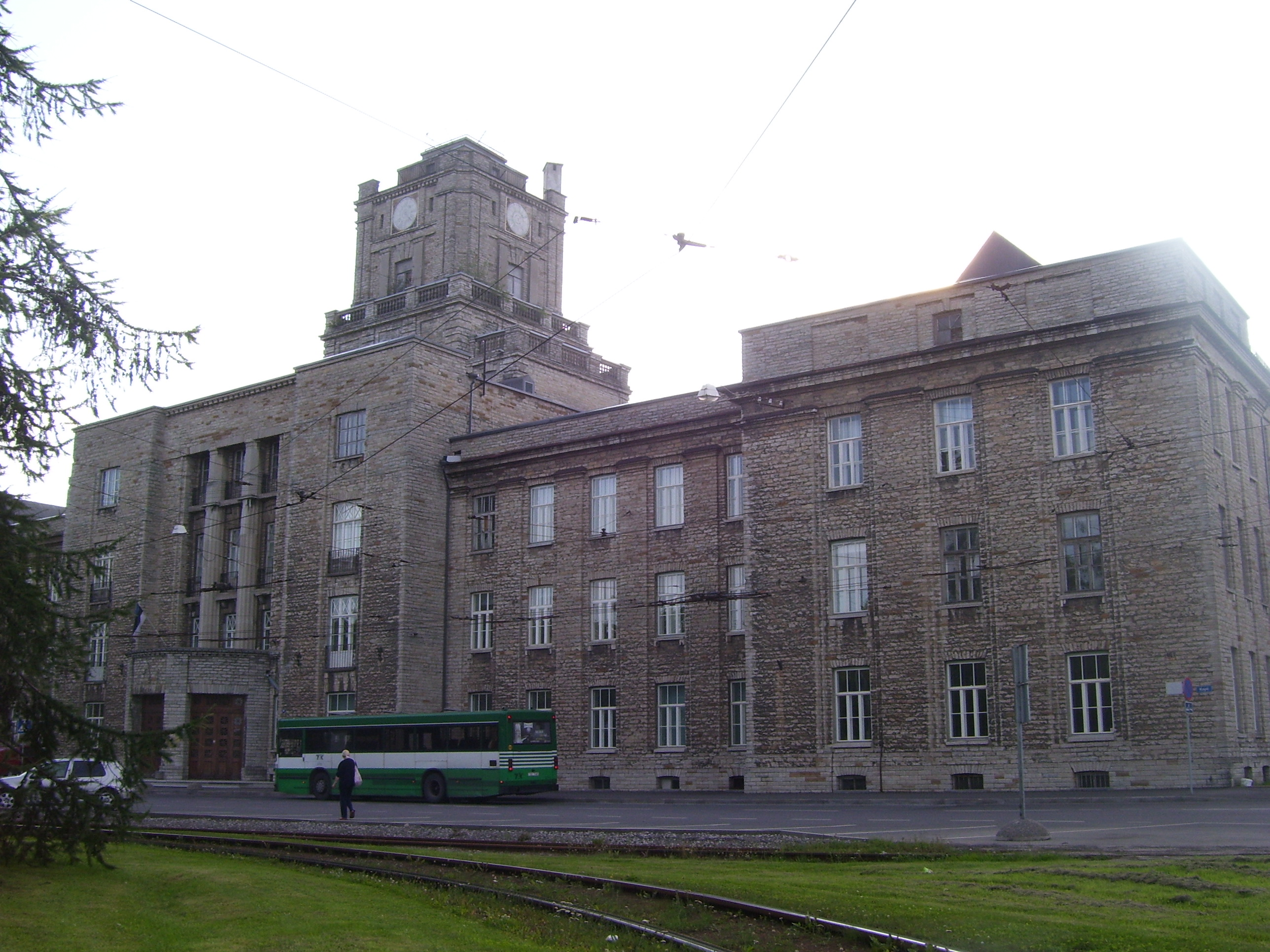
Le bâtiment principal